# Orchis olbiensis
Orchis olbiensis är en orkidéart som beskrevs av Georges François Reuter och Jean Charles Marie Grenier. Orchis olbiensis ingår i släktet nycklar, och familjen orkidéer. Inga underarter finns listade i Catalogue of Life.

## Bildgalleri

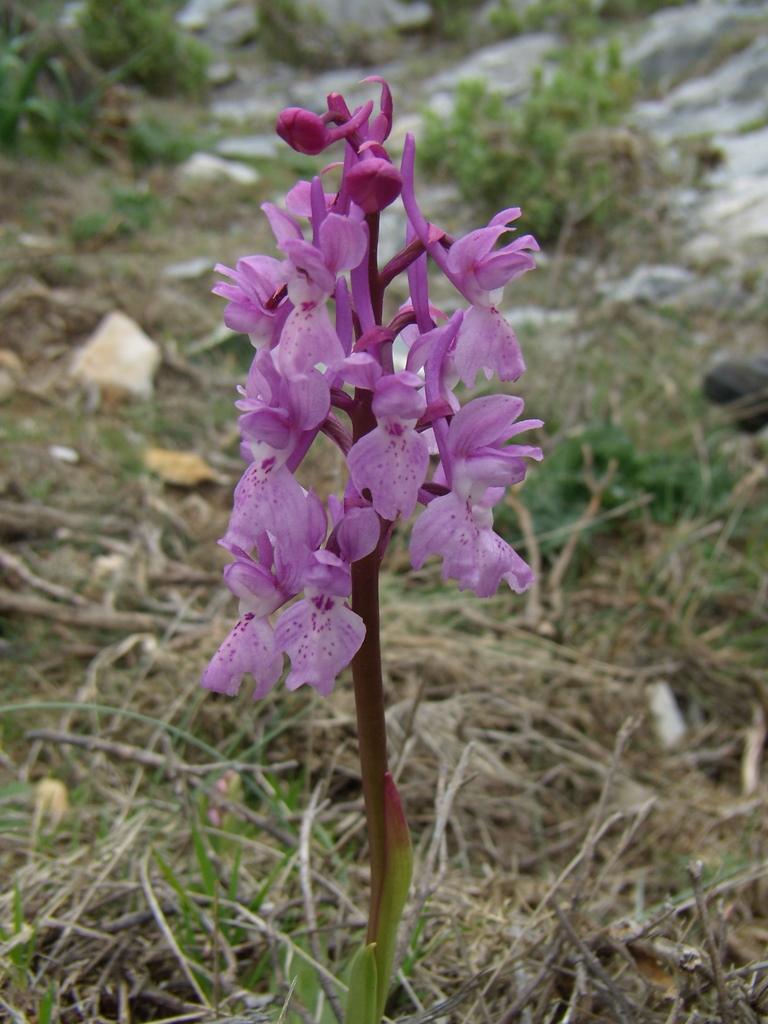
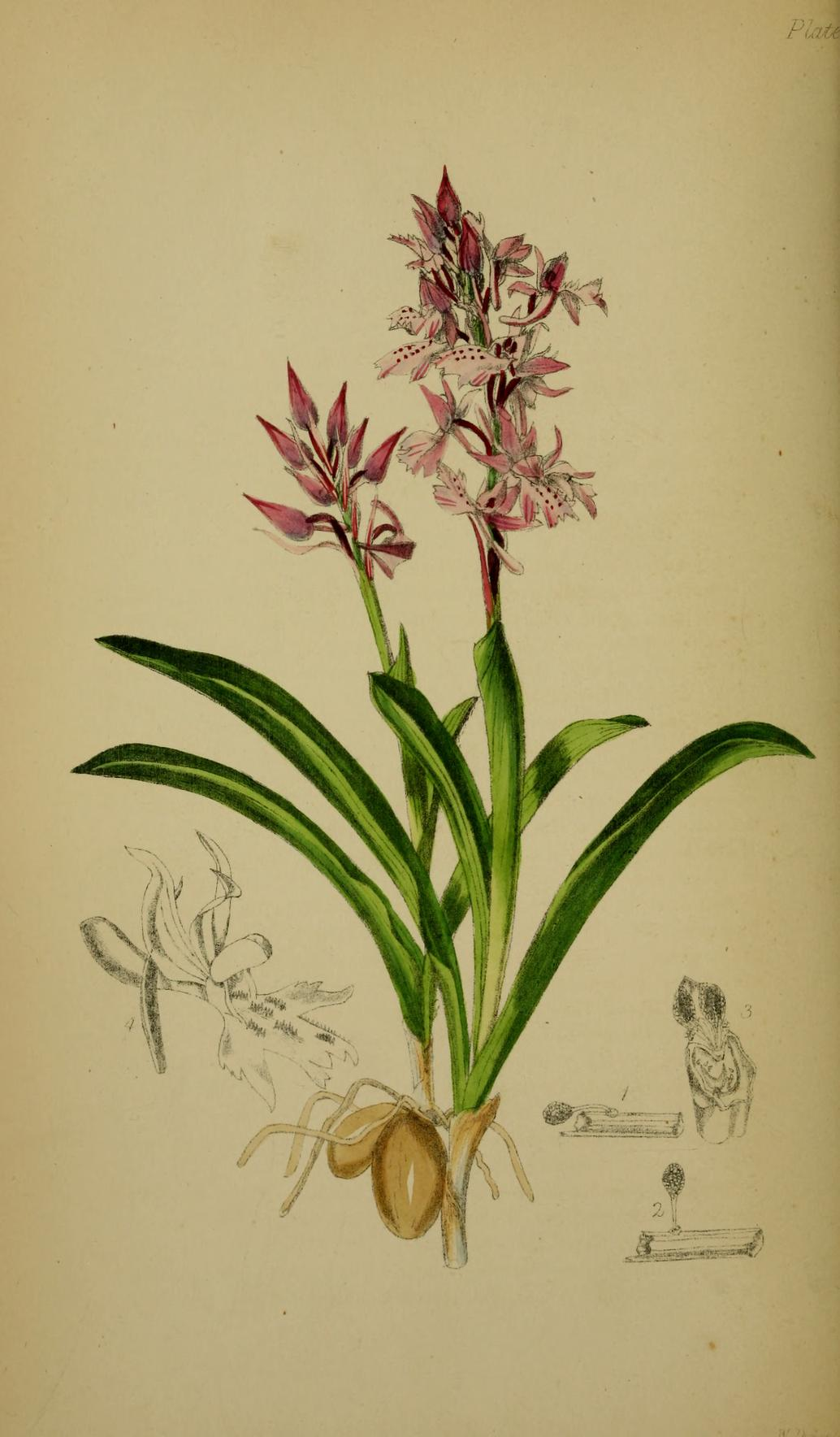